# Route nationale 487
Die N487 war von 1933 bis 1973 eine französische Nationalstraße, die in zwei Teilen zwischen Pouilly-sous-Charlieu und Sainte-Cécile verlief. Ihre Gesamtlänge betrug 58,5 Kilometer.